# В дни борьбы
«В дни борьбы» (другое название «Борьба за мир») — кинофильм 1920 года. Фильм не сохранился.

## Сюжет
Агитфильм о борьбе украинских крестьян с белополяками. Девушка, дочь кузнеца, взятого в плен белополяками, и красный командир организовывают партизанский отряд. Одним из эпизодов являлась поимка пытавшегося удрать польского помещика. Он прятался от красноармейцев в бочке. Крестьяне заколотили её и, сделав надпись: «В Варшаву — пану Пилсудскому», — бросили в Днепр.

## В ролях
- Нина Шатерникова — дочь кузнеца
- Иван Перестиани
- Иван Капралов — польский офицер
- Всеволод Пудовкин — красный командир